# Arne Gericke
Arne Gericke (né le 19 novembre 1964 à Hambourg) est un homme politique allemand membre des Électeurs libres (FW).

## Biographie
Il est de Tessin près de Rostock.
Il est élu député européen le 25 mai 2014, sous les couleurs du Parti des familles d'Allemagne (FAMILIE), il rejoint les Conservateurs et réformistes européens. Entre juin 2017 et octobre 2018, il est membre des Électeurs libres avant de rejoindre l'Alliance C - Chrétiens pour l'Allemagne.